# Leptosiphon aureus
Leptosiphon aureus är en blågullsväxtart. Leptosiphon aureus ingår i släktet Leptosiphon och familjen blågullsväxter.

## Underarter
Arten delas in i följande underarter:
- L. a. aureus
- L. a. decorus

## Bildgalleri

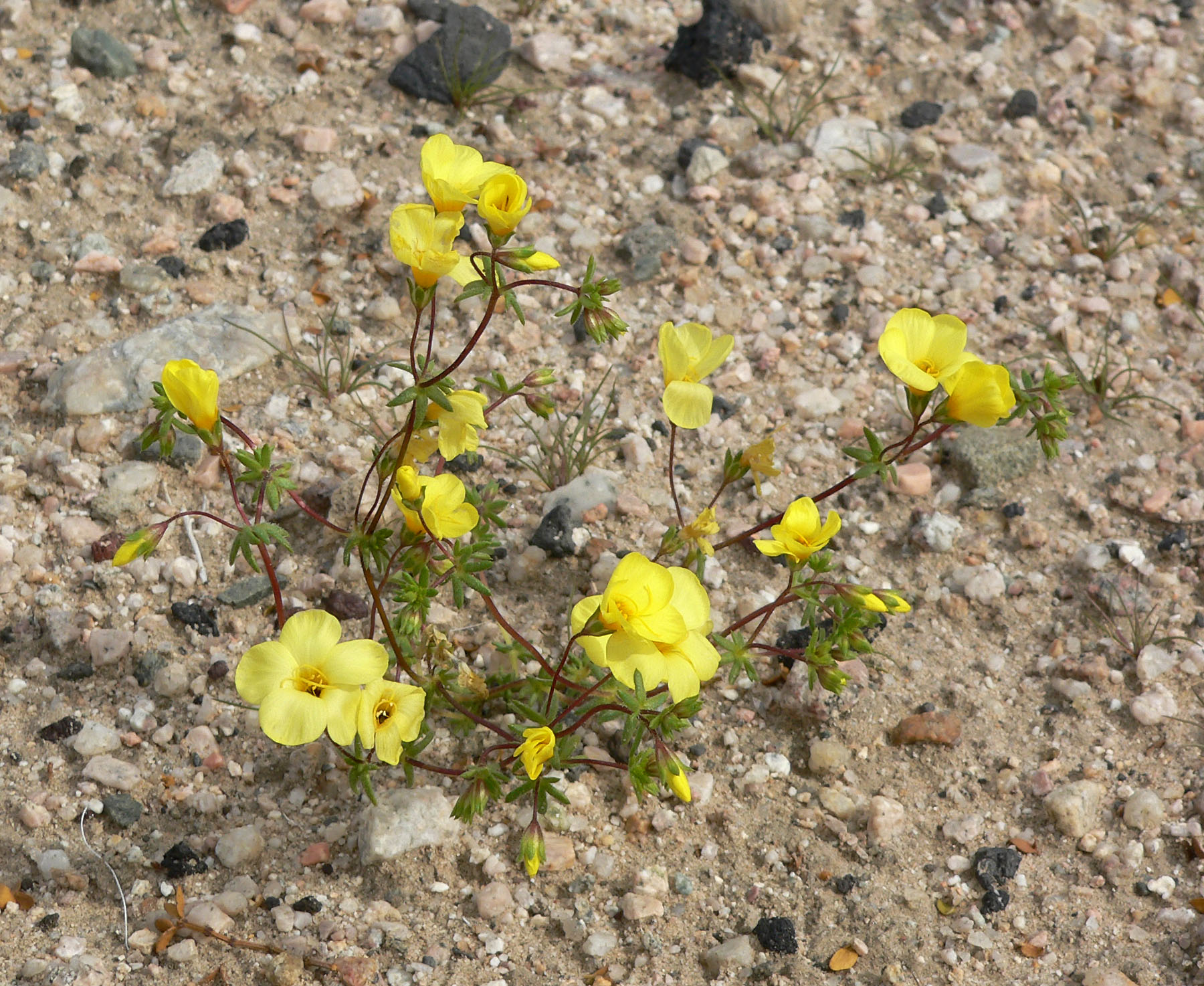
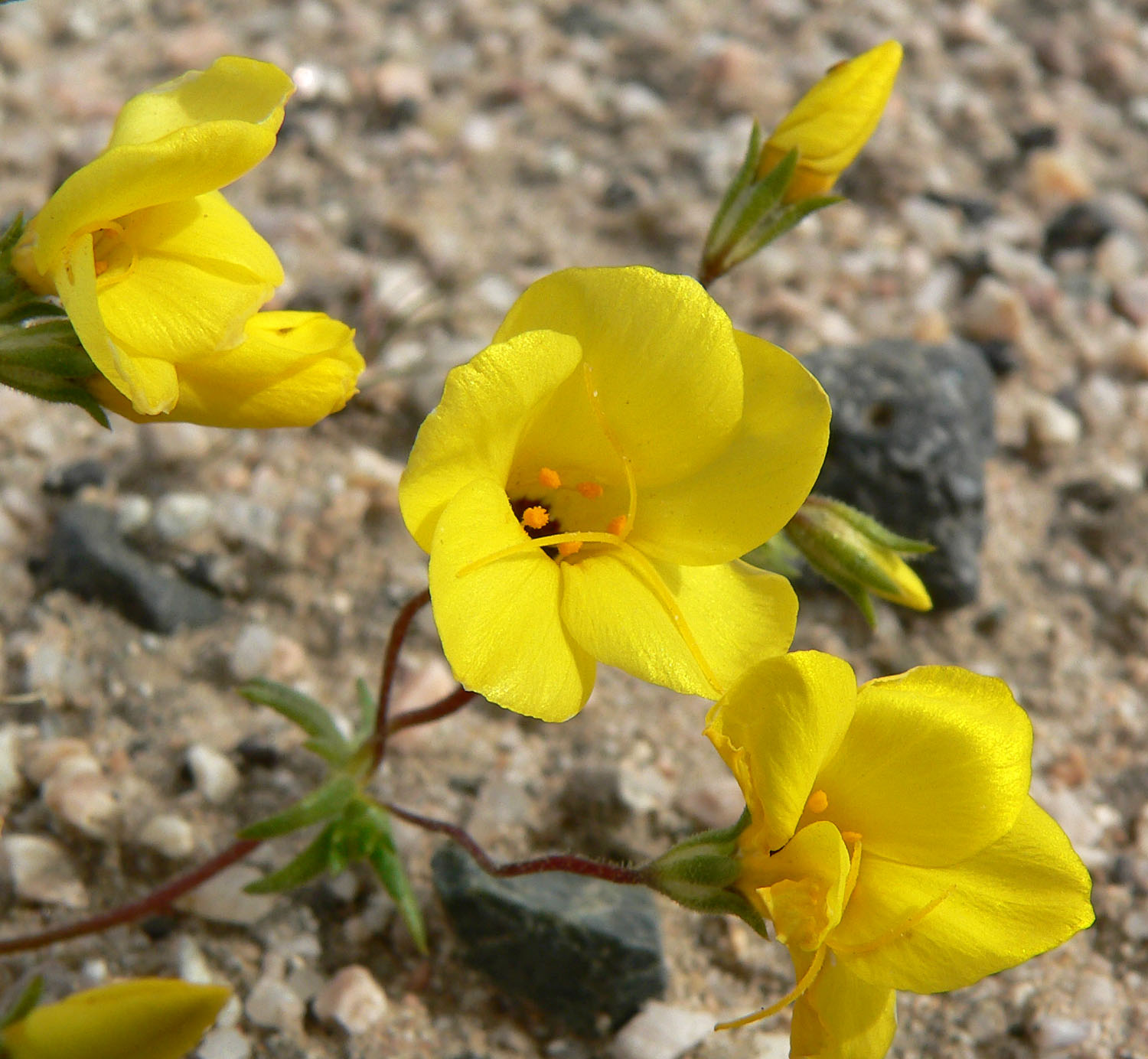
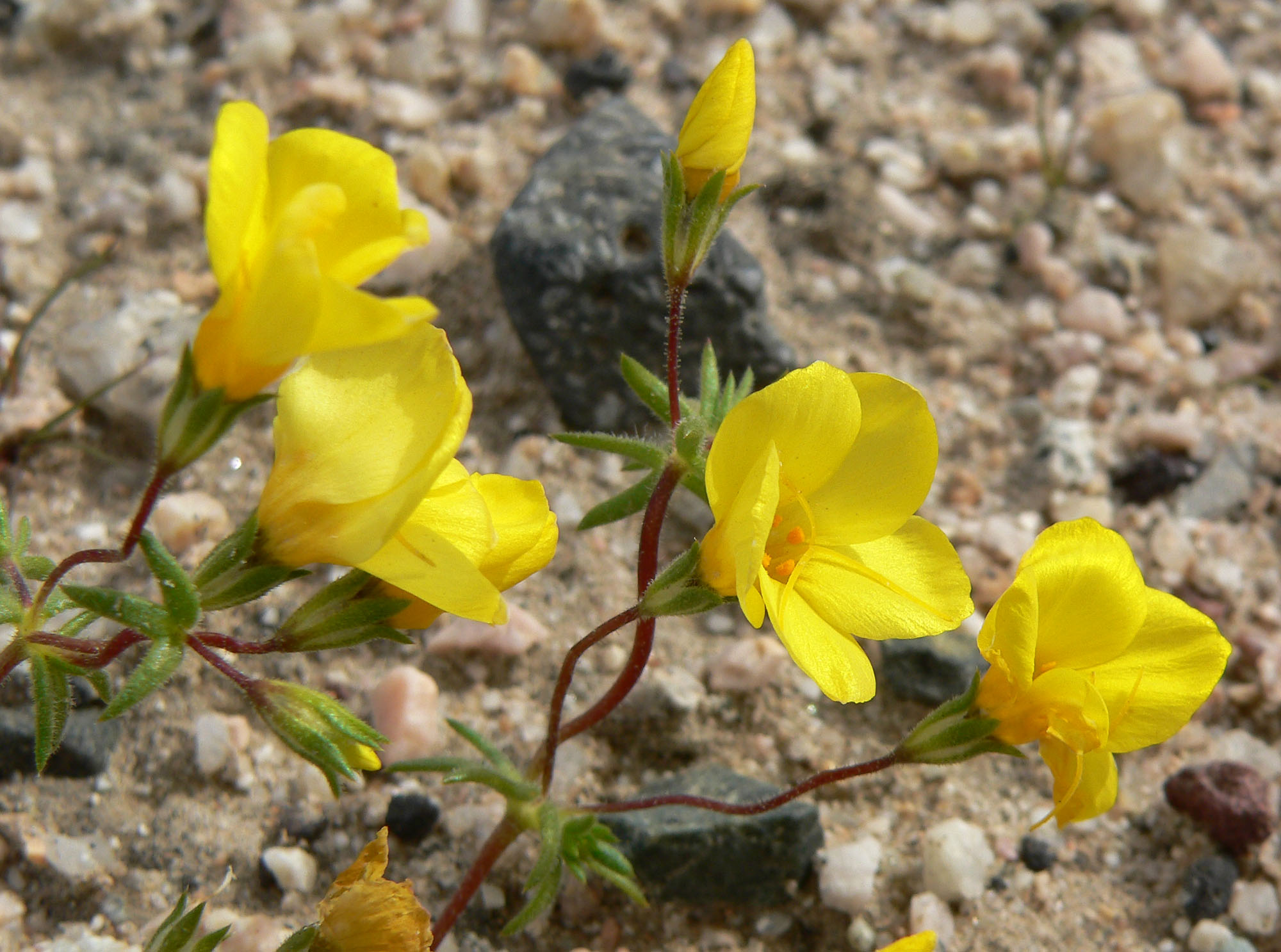
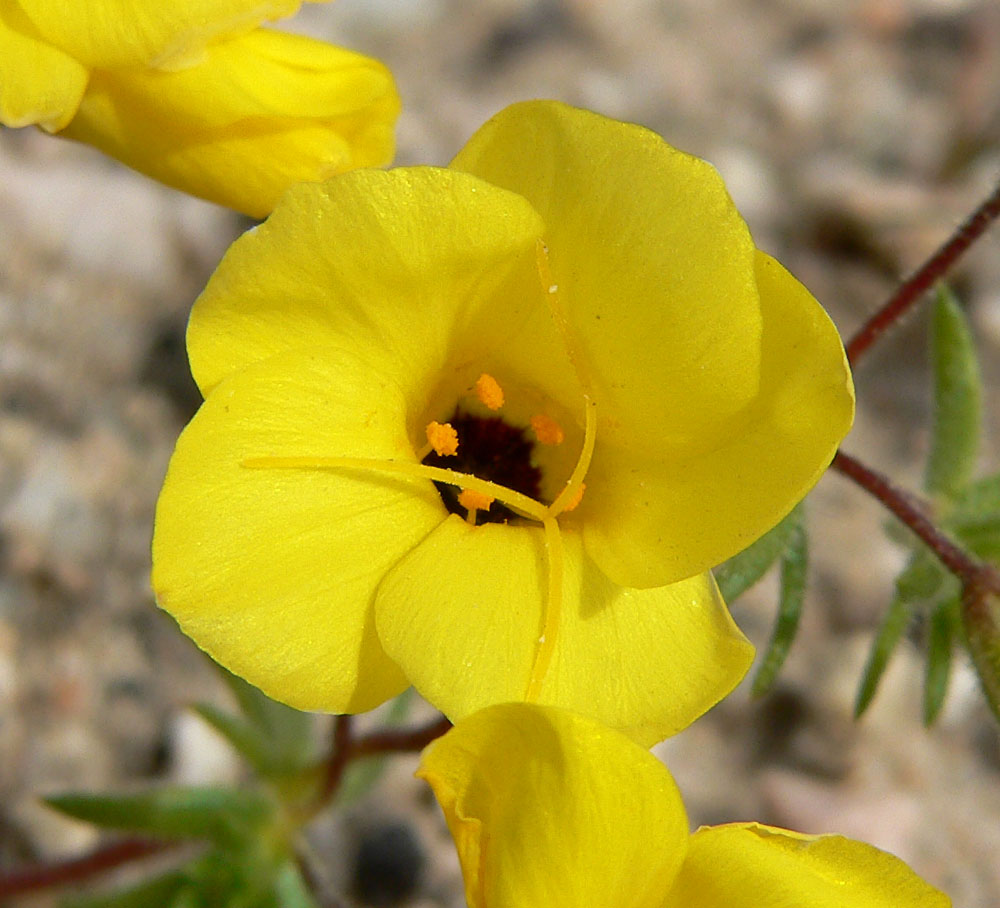
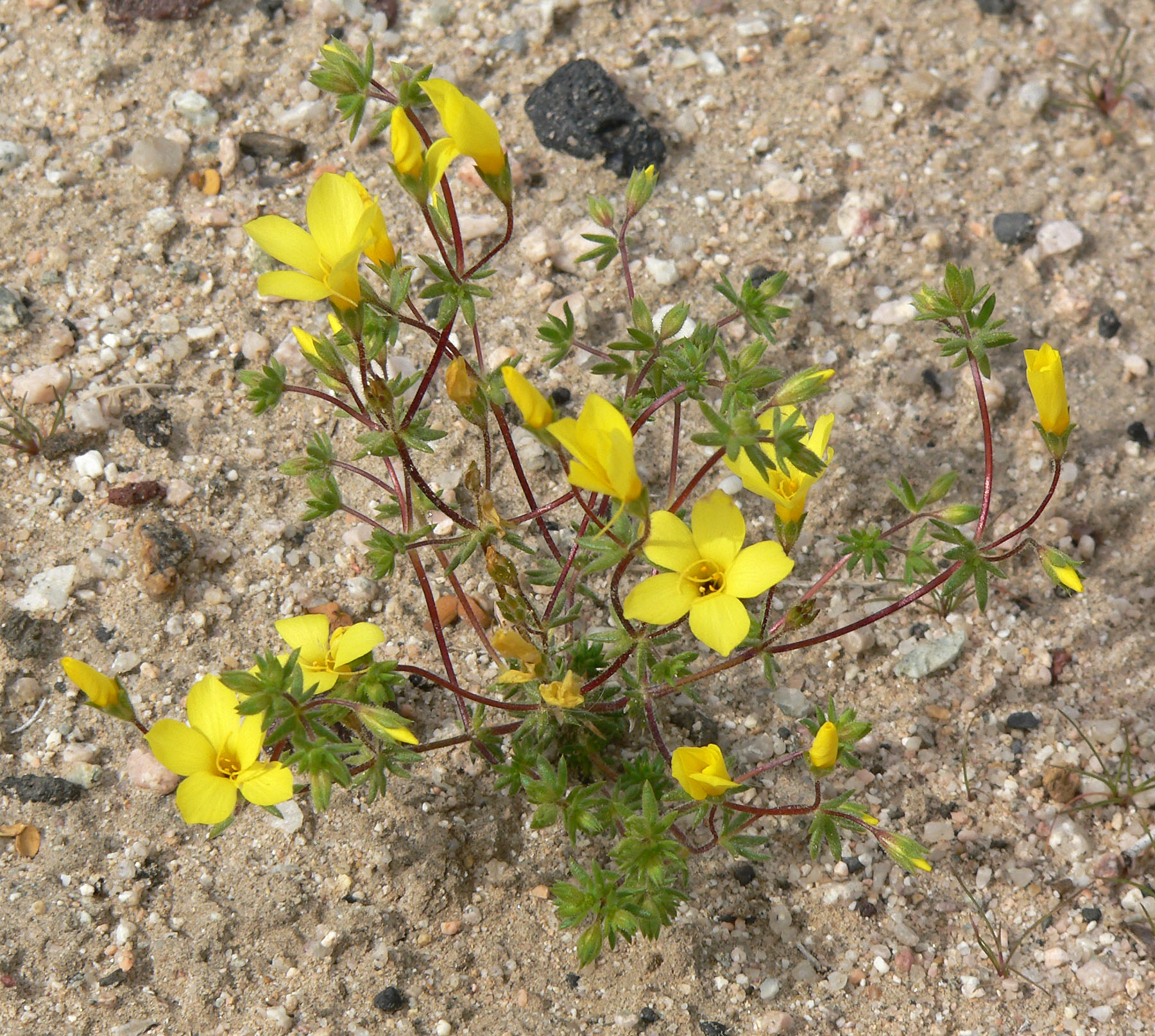
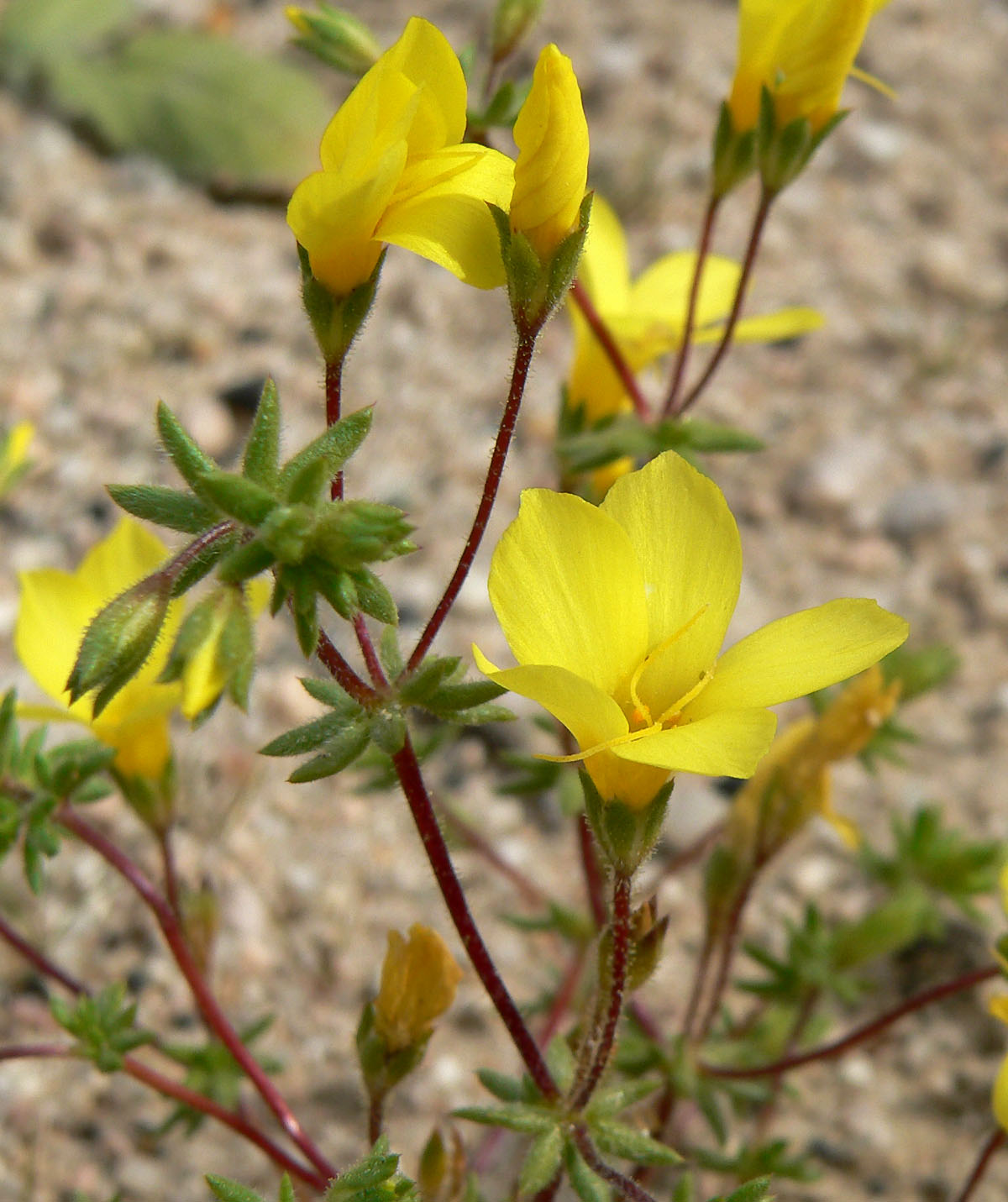